# Songbird
A Songbird (magyarul; „Énekesmadár”) egy ingyenes, számos platformon használható nyílt forráskódú szoftver mely a webböngésző és multimédia-lejátszó programok ötvözete.
A Songbird a Mozilla XULRunner alapjaira épül. Ennek köszönhetően kis módosításokkal Windows, Mac OS X és Linux rendszereken is futtatható alkalmazás.  A médiafájlok lejátszására a VLC plugint használja, médiakönyvtára adatbázisához pedig SQLite-ot. Linux alatt a Songbird a VLC helyett Gstreamer-t alkalmaz.
A szoftver első nyilvános, 0.1-es próbaverziója, kódnevén „Hilda”, 2006. február 8-án vált elérhetővé. A jelenlegi, 0.5-ös verzió 2008. március 26-án jelent meg.
A Songbird-höz jelenleg 55 nyelven, köztük magyarul is elérhető honosítás, bár ezek legtöbbje csak részben lokalizálja az alkalmazást.

## A fejlesztés
A Songbird fejlesztői csapatát, a Pioneers of the Inevitable-ot (magyarul az „Elkerülhetetlen Úttörői”) Rob Lord, a digitális zene egyik veteránja hozta létre. A cél az volt, hogy a Mozilla Firefox webböngésző technológiáját felhasználva egy olyan, nyílt forráskód médialejátszó szoftvert hozzanak létre, mely képes együttműködni az interneten található, egyre növekvő számú zenei oldallal.
A piacvezető médialejátszókkal szemben, mint a Microsoft Media Player és az iTunes, melyek elsősorban a személyi számítógép merevlemezén található anyagokra koncentrálnak, a Songbird a világhálón fellelhető anyagokra kíván összpontosítani.

## Funkciók
A Songbird több operációs rendszeren is használható:
- Microsoft Windows rendszereken: Windows 2000, Windows XP, Windows Vista.
- Linux alapú, glibc, XFree86, gtk+, fontconfig és libstdc++-t használó operációs rendszereken alatt. A legnépszerűbb disztribúciók közül például ilyen a Fedora és az Ubuntu.
- Mac OS X 10.4 vagy újabb rendszerek alatt.

Számos média-formátumot támogat, melyek között megtalálható az MP3, az AAC, az Ogg Vorbis, a FLAC és a Windows Media Audio, valamint az Apple és a Windows Media DRM által kódolt audiófájlok.
A Songbird képes médiafájlokat keresni nemcsak a számítógép merevlemezén, de az általa böngészett weboldalakon és MP3 blogokon is, melyeken, ha erre lehetőség van, fel is tud iratkozni RSS hírlevélre.
A grafikus felhasználói felülete tetszés szerint módosítható, a letölthető „tollak” segítségével.
Akárcsak a Firefox esetében, a Songbird funkciói is kibővíthetőek a letölthető kiterjesztések segítségével.

## Külső hivatkozások
- Songbirdnest.com | Songbird Media Player
- a Songbird főbb tulajdonságait bemutató flash videó
- A Firefox for music? | CNET News.com
- Interview with Rob Lord, Founder Songbird – CenterNetworks
- Gadgetell Exclusive: Interview with Songbird’s Rob Lord |  Gadgetell Archiválva 2007. szeptember 28-i dátummal a Wayback Machine-ben